# Pepelu
José Luis Raimundo Romero (Málaga, España, 21 de marzo de 1974) es un exfutbolista español que jugaba como centrocampista.

## Clubes
| Club                       | País   | Año         |
| -------------------------- | ------ | ----------- |
| Atlético Malagueño         | España | 1994        |
| Sevilla C. F. "B"          | España | 1994 - 1996 |
| Sevilla F. C.              | España | 1996-1998   |
| R. C. Recreativo de Huelva | España | 1998-1999   |
| C. D. Logroñés             | España | 1999-2000   |
| Real Jaén C. F.            | España | 2000-2002   |
| Elche C. F.                | España | 2002-2003   |
| Racing Club de Ferrol      | España | 2003-2004   |
| U. D. Vecindario           | España | 2004-2005   |
| Club Atlético Marbella     | España | 2005-2006   |
| Antequera C. F.            | España | 2006        |